# Ораз Жандосов
Ораз Алієвич Жандосов (нар. 26 жовтня 1961, Алма-Ата, Казахська РСР) — казахський економіст, керівник і державний діяч, колишній віце-прем'єр Уряду Казахстану з фінансових питань (-2001), керівник Національної компанії KEGOC (з управління електричними мережами), голова Національного Банку Казахстану, міністр фінансів Республіки Казахстан, директор Центру економічного аналізу «Ракурс», член Опікунської ради Науково-освітній фонд «Аспандау», член Опікунської ради Міжнародна Академія Бізнесу

## Життєпис
Народився Ораз Жандосов 26 жовтня 1961 році в Алма-Аті. У 1983 році закінчив з відзнакою економічний факультет Московського державного університету (економіст-кібернетик).
Після закінчення університету з 1987 року працював молодшим науковим співробітником Інституту економіки Академії наук Казахської РСР. У 1991—1992 роках — консультант, завідувач відділом апарату Вищої економічної ради при Президентові Республіки Казахстан. Від 1992 до 1993 року обіймав посади першого заступника голови Національного агентства з іноземних інвестицій при міністерстві економіки Республіки Казахстан, першого заступника міністра економіки Республіки Казахстан — голови Національного агентства з іноземних інвестицій при Міністерстві економіки Республіки Казахстан.
У січні 1994 року Ораз Жандосов призначений першим заступником голови правління Національного банку Республіки Казахстан. Від січня 1996 до лютого 1998 року обіймав посаду голови Національного банку Республіки Казахстан. У 1997 році з лютого по листопад обирався членом Вищої економічної ради при Президентові Республіки Казахстан
У лютому 1998 призначений першим заступником Прем'єр-міністра, головою Державного комітету Республіки Казахстан з інвестицій. З 1999 року  також обіймав посаду міністра фінансів Республіки Казахстан. Жовтень 1999 р. — грудень 2000 р. — президент ВАТ «KEGOC». З 7 грудня 2001 по 10 вересня 2002 року — голова ради Асоціації фінансистів Республіки Казахстан.
21 листопада 2001 року — Ораза Жандосова звільнено з посади заступника Прем'єр-Міністра Республіки Казахстан (Указ Президента Республіки Казахстан від 21 листопада 2001 року N 723)
У березні 2002 року обраний співголовою Демократичної партії Казахстану «Ак жол». З листопада 2001 р. він був членом політради ГО «Демократичний вибір Казахстану».
8 січня 2003 року — Розпорядженням Глави держави призначений помічником Президента Республіки Казахстан. 9 квітня 2003 року — Ораз Жандосов призначений головою ради директорів державного ЗАТ «Ейр Казахстан». До складу рад директорів «Ейр Казахстан» включені Батирхан Ісаєв — віце-міністр економіки і бюджетного планування, Нурлан Нігматулін — віце-міністр транспорту і комунікацій, Геннадій Комаров — заступник голови комітету держмайна та приватизації міністерства фінансів, а також Серік Нугербеков — директор департаменту фінансового регулювання Мінтранскома і Єркін Калієв — президент «Ейр Казахстан».
 Однак через кілька днів Жандосов оголосив про те, що він не може зайняти цю посаду, бо керівник Air Kazakhstan Єркін Калієв є його родичем. На думку експертів він це зробив через відсутність перспектив Air Kazakhstan.
20 червня 2003 року Ораз Жандосов призначений головою Агентства Республіки Казахстан з регулювання природних монополій і захисту конкуренції у складі Ради з економічної політики (Постанова Уряду Республіки Казахстан від 20 червня 2003 року N 590)
7 липня 2004 року — Президент Казахстану Нурсултан Назарбаєв звільнив від займаної посади голови Агентства з регулювання природних монополій і захист конкуренції республіки Ораза Жандосова.
29 квітня 2005 року була утворена партія «Нагыз ак жол» (Справжній Ак жол) на чолі з чотирма співголовами Булатом Абіловим, Оразом Жандосовим, Тулегеном Жукеєвим та Алтинбеком Сарсенбаєвим. Партія подала документи на реєстрацію до міністерства юстиції, але наказом комітету реєстраційної служби міністерства юстиції від 22 серпня 2005 року "Про відмову в державній реєстрації Громадського об'єднання "Демократична Партія Казахстану «Справжній АК ЖОЛ» у реєстрації їй було відмовлено. І тільки 17 березня 2006 року після рішення Верховного суду партія була зареєстрована в органах юстиції.
З 2009 року Ораз Джандосов — директор Центру економічного аналізу «Ракурс».

## Родина
Походить Ораз Жандосов з роду Шапирашти Старшого жуза. 
Онук Джандосова Ураза Кикимовича — наркома, розстріляного в ході репресій за керівництва СРСР Йосипа Сталіна.
Батько — Джандосов Алі (Анрі) Уразович (нар.. 1935), історик, мати — Клавдія Антонівна Піщуліна (нар.. 1934), історик-сходознавець, кандидат історичних наук, провідний фахівець з історії середньовічного Казахстану.
Одружений, має двох дочок і сина.
Родич Калієва Еркина Жакеновича, його дружина Ажар Жандосова (дочка Санджара Уразовича Джандосова) доводиться двоюрідною сестрою Уразу Алієвичу Джандосову.